# Kloppi (i Ahmasvesi, Nystad)
Kloppi är en ö i Finland. Den ligger i sjön Ahmasvesi och i kommunen Nystad i den ekonomiska regionen Nystadsregionen och landskapet Egentliga Finland, i den sydvästra delen av landet, 190 km väster om huvudstaden Helsingfors. Öns area är 0,8 hektar och dess största längd är 170 meter i nord-sydlig riktning.